# مارتین لوستروم نینگت
مارتین لوستروم نینگت (انگلیسی: Martin Løwstrøm Nyenget؛ زادهٔ ۱ آوریل ۱۹۹۲) اسکی‌باز صحرانوردی اهل نروژ است.